# L'Œil d'or
L'Œil d'or (in italiano: L'occhio d'oro) è un premio assegnato nel corso della manifestazione cinematografica del Festival di Cannes, introdotto nel 2015.
L'Œil d'or viene assegnato al miglior documentario presentato all'interno di qualsiasi sezione (selezione ufficiale, Quinzaine des Réalisateurs, Settimana internazionale della critica o Cannes Classics). Oltre al premio principale, ad alcuni film viene assegnata una menzione speciale.

## Storia
Istituito dallo SCAM (Société Civile des Auteurs Multimédia) e dal suo presidente Julie Bertuccelli, il premio viene consegnato in collaborazione con l'Institut national de l'audiovisuel ed il supporto del Festival di Cannes e del suo delegato generale Thierry Frémaux.
Il premio consiste in 5.000 euro donati al regista del documentario vincitore durante una cerimonia ufficiale.
La prima volta è stato consegnato il 23 maggio 2015 al Palais des Festivals et des Congrès.

## Albo d'oro
- 2015:[3]
  - Allende, mi abuelo Allende, regia di Marcia Tambutti Allende
  - Menzione speciale per Jag är Ingrid, regia di Stig Björkman

- 2016:[4]
  - Cinema Novo, regia di Eryk Rocha
  - Menzione speciale per The Cinema Travellers, regia di Shirley Abraham e Amit Madheshiya

- 2017:[5]
  - Visages, villages, regia di Agnès Varda e JR
  - Menzione speciale per Makala, regia di Emmanuel Gras

- 2018:[6]
  - La strada dei Samouni, regia di Stefano Savona
  - Menzione speciale per Libre, regia di Michel Toesca / Lo sguardo di Orson Welles (The Eyes of Orson Welles), regia di Mark Cousins

- 2019: Alla mia piccola Sama (For Sama), regia di Waad al-Kateab ed Edward Watts / La cordigliera dei sogni (La cordillera de los sueños), regia di Patricio Guzmán

- 2020: il festival non ha avuto luogo a causa della pandemia di COVID-19

- 2021:
  - A Night of Knowing Nothing, regia di Payal Kapadiya
  - Menzione speciale per Babij Jar. Kontekst, regia di Serhij Loznycja

- 2022: 
  - All That Breathes, regia di Shaunak Sen
  - Menzione speciale per Mariupolis 2, regia di Mantas Kvedaravičius

- 2023: Quattro figlie (Les Filles d'Olfa), regia di Kaouther Ben Hania / Kadhib ʾabyaḍ, regia di Asmae El Moudir
- 2024: Ernest Cole: Lost and Found, regia di Raoul Peck / Les Filles du Nil, regia di Nada Riyadh e Ayman El Amir